# Гадюка кавказька
Гадюка кавказька (Vipera kaznakovi) — вид отруйних змій роду Гадюк родини гадюкових.

## Опис
Максимальн самці завдовжки досягають 47,5 см, самки — 60 см, хвіст — 7 — 8 см. Голова дуже широка, стиснута зверху, чітко відмежована від шиї. Кінчик морди закруглений. Носовий отвір прорізається в нижній частині носового щитка. Міжщелепний щиток торкається двох апікальних. На відміну від інших видів гадюк цього роду, в забарвленні переважають червоні та оранжеві тони. Нерідко зустрічаються особини чорного кольору, у яких, в порівнянні з меланістичною гадюкою Дініка, зберігаються елементи жовтого або червоного кольору на верхньо- або нижньогубних щитках. На верхній стороні тулуба по хребту проходить широка злегка зигзагоподібна смуга чорного або темно-коричневого забарвлення. Дуже часто темні плями на боків тіла зливаються в суцільну смугу. Голова зверху чорна, черево чорне без плям. Самці відрізняються від самок меншими розмірами тіла і меншим числом черевних щитків, відносно довшим хвостом і, відповідно, більшим числом підхвостових щитків (31 — 37 проти 22 — 30 у самок). Молоді особини мають яскраве червоно-коричневе забарвлення і характерний для дорослих малюнок, максимальна інтенсивність якого формується після першої зимівлі.

### Визначення в природі
Від гадюки степова відрізняється яскравим забарвленням, від малоазійської — наявністю щитків, а не дрібних лусок на верхній поверхні морди, від звичайної гадюки ізольована географічно.

## Поширення
Кавказька гадюка поширена на південно-західних схилах Великого Кавказу від Михайлівського перевалу через Абхазію, західну Грузію, Аджарію до півночі Туреччини. По північному схилу Великого Кавказу мешкає до Майкопа на півночі й річки Уруштен на сході. Загалом ареал кавказької гадюки представлений двома фрагментами: північно — колхідським (західна Грузія, Абхазія і Краснодарський край Росії) і аджаро-лазистанським — Аджарія і Туреччина.

## Спосіб життя
Кавказька гадюка населяє гірські та предгірні широколистяні ліси, субальпійські та альпійські луки до висоти 2500 метрів над рівнем моря. Часто живе в садах, на чайних плантаціях, у виноградниках. Популяція дуже нерівномірна — від 0,3 — 0,5 до 4 особин на гектар. Активний період із кінця березня до листопада, після чого впадає у сплячку. Зимує в міжгір'ях, норах тощо на глибині до 2 метрів. Полює в денний час. Харчується в основному мишеподібними гризунами, ящірками, птахами. Ця змія отруйна, небезпечна для людини.